# ニック・ピベッタ
ニック・ピベッタ（Nick Pivetta, 本名：ニコラス・ジャンカルロ・ピヴェッタ（Nicholas Johncarlo Pivetta, 1993年2月14日 - ）は、カナダのブリティッシュコロンビア州ビクトリア出身のプロ野球選手（投手）。MLBのサンディエゴ・パドレス所属。

## 経歴

### プロ入り前
野球カナダ代表のジュニアナショナルチームプログラムに参加し、2010年には第24回AAA世界野球選手権大会のカナダ代表に選出されている。

### プロ入りとナショナルズ傘下時代
2013年のMLBドラフト4巡目（全体136位）でワシントン・ナショナルズから指名され、6月21日に契約を結んでプロ入りを果たした。6月20日に傘下のルーキー級ガルフ・コーストリーグ・ナショナルズへ配属された。4試合（先発3試合）登板して1勝0敗、防御率2.13、8奪三振を記録した。8月6日にA-級オーバーン・ダブルデイズに配属された。5試合に先発登板して0勝1敗、防御率3.38、17奪三振を記録した。
2014年3月31日にA級ヘイガーズタウン・サンズへ配属され、開幕を迎えた。5月23日に7日間の故障者リストに登録された。6月3日に解除された。6月23日に週間最優秀投手に選出された。また、サウス・アトランティックリーグのオールスターにも選出されている。同年は26試合（先発25試合）登板して13勝8敗、防御率4.22、98奪三振を記録した。
2015年4月7日にA+級ポトマック・ナショナルズへ配属され、開幕を迎えた。また、カロライナリーグのオールスターにも選出されている。ここでは15試合（先発14試合）登板して7勝4敗、防御率2.29、72奪三振を記録した。7月8日にAA級ハリスバーグ・セネターズへ配属された。ここでは3試合に先発登板して0勝2敗、防御率7.20、6奪三振を記録した。

### フィリーズ時代
2015年7月28日にジョナサン・パペルボンと金銭とのトレードで、フィラデルフィア・フィリーズへ移籍した。7月29日にAA級レディング・ファイティン・フィルズへ配属された。7試合に先発登板して2勝2敗、防御率7.31、25奪三振を記録した。オフの9月1日にアリゾナ・フォールリーグのグレンデール・デザートドッグスに配属されたが、9月9日にルーキー級ガルフ・コーストリーグ・フィリーズへ配属された。
2016年4月2日にAA級レディングに配属され、開幕を迎えた。7月1日に鼠蹊部を負傷して、7日間の故障者リストに登録された。7月9日に解除された。また、イースタンリーグのオールスターに選出されている。ここでは22試合に先発登板して11勝6敗、防御率3.41、111奪三振を記録した。8月12日にAAA級リーハイバレー・アイアンピッグスへ昇格すると、5試合に先発登板して1勝2敗、防御率2.55、27奪三振を記録した。オフの11月18日にメジャー契約を結んで40人枠入りした。
2017年2月8日に第4回WBCのカナダ代表に選出された。同大会ではコロンビア戦で先発登板している。
シーズンでは3月14日にオプションでAAA級リーハイバレーに配属され、開幕を迎えた。4月30日にメジャーに初昇格し、同日にメジャーデビューを果たした。5月18日にオプションで傘下AAA級リーハイバレーへ配属された。6月5日にメジャーに昇格した。同日のアトランタ・ブレーブス戦でメジャー初勝利を記録した。この年メジャーでは26試合に先発登板して8勝10敗、防御率6.02、140奪三振を記録した。
2018年は33試合（先発32試合）に登板して7勝14敗、防御率4.77、188奪三振を記録した。
2019年は30試合（先発13試合）に登板して4勝6敗1セーブ、防御率5.38、89奪三振を記録した。

### レッドソックス時代
2020年8月21日にブランドン・ワークマン、ヒース・ヘンブリーとのトレードで、コナー・シーボルドと共にボストン・レッドソックスへ移籍した。この年は2チーム合計では5試合（先発2試合）に登板して2勝0敗、防御率6.89、17奪三振を記録した。
2021年は31試合（先発30試合）に登板して9勝8敗1セーブ、防御率4.53、175奪三振を記録した。
2022年は33試合に先発登板して10勝12敗、防御率4.56、175奪三振を記録した。
2023年はシーズン開幕前の3月に開催された第5回WBCのカナダ代表に選出されたが、COVID-19の後遺症の影響で辞退した。この年は38試合（先発16試合）に登板して10勝9敗1セーブ、防御率4.04、183奪三振を記録した。
2024年は27試合（先発26試合）に登板して6勝12敗、防御率4.14、172奪三振を記録した。オフの10月31日にFAとなった。

### パドレス時代
2025年2月17日にサンディエゴ・パドレスと4年総額5500万ドルの契約を結んだ。3月27日に開幕ロースター入りした。

## 詳細情報

### 年度別投手成績
| 年 度    | 球 団    | 登 板 | 先 発 | 完 投 | 完 封 | 無 四 球 | 勝 利 | 敗 戦 | セ 丨 ブ | ホ 丨 ル ド | 勝 率 | 打 者 | 投 球 回 | 被 安 打 | 被 本 塁 打 | 与 四 球 | 敬 遠 | 与 死 球 | 奪 三 振 | 暴 投 | ボ 丨 ク | 失 点 | 自 責 点 | 防 御 率 | W H I P |
| -------- | -------- | ----- | ----- | ----- | ----- | -------- | ----- | ----- | -------- | ----------- | ----- | ----- | -------- | -------- | ----------- | -------- | ----- | -------- | -------- | ----- | -------- | ----- | -------- | -------- | ------- |
| 2017     | PHI      | 26    | 26    | 0     | 0     | 0        | 8     | 10    | 0        | 0           | .444  | 584   | 133.0    | 144      | 25          | 57       | 0     | 4        | 140      | 11    | 2        | 91    | 89       | 6.02     | 1.51    |
| 2018     | PHI      | 33    | 32    | 0     | 0     | 0        | 7     | 14    | 0        | 0           | .333  | 694   | 164.0    | 163      | 24          | 51       | 0     | 5        | 188      | 8     | 0        | 91    | 87       | 4.77     | 1.30    |
| 2019     | PHI      | 30    | 13    | 1     | 0     | 1        | 4     | 6     | 1        | 1           | .400  | 421   | 93.2     | 103      | 20          | 39       | 2     | 4        | 89       | 4     | 1        | 64    | 56       | 5.38     | 1.52    |
| 2020     | PHI      | 3     | 0     | 0     | 0     | 0        | 0     | 0     | 0        | 1           | ----  | 29    | 5.2      | 10       | 3           | 1        | 0     | 1        | 4        | 1     | 0        | 10    | 10       | 15.88    | 1.94    |
| 2020     | BOS      | 2     | 2     | 0     | 0     | 0        | 2     | 0     | 0        | 0           | 1.000 | 42    | 10.0     | 8        | 1           | 5        | 0     | 0        | 13       | 0     | 0        | 2     | 2        | 1.80     | 1.30    |
| '20計    | BOS      | 5     | 2     | 0     | 0     | 0        | 2     | 0     | 0        | 1           | 1.000 | 71    | 15.2     | 18       | 4           | 6        | 0     | 1        | 17       | 1     | 0        | 12    | 12       | 6.89     | 1.53    |
| 2021     | BOS      | 31    | 30    | 0     | 0     | 0        | 9     | 8     | 1        | 0           | .529  | 661   | 155.0    | 137      | 24          | 65       | 2     | 5        | 175      | 9     | 0        | 80    | 78       | 4.53     | 1.30    |
| 2022     | BOS      | 33    | 33    | 1     | 0     | 1        | 10    | 12    | 0        | 0           | .455  | 773   | 179.2    | 175      | 27          | 73       | 0     | 5        | 175      | 10    | 1        | 91    | 91       | 4.56     | 1.38    |
| 2023     | BOS      | 38    | 16    | 0     | 0     | 0        | 10    | 9     | 1        | 2           | .526  | 587   | 142.2    | 110      | 23          | 50       | 1     | 6        | 183      | 5     | 1        | 69    | 64       | 4.04     | 1.12    |
| 2024     | BOS      | 27    | 26    | 0     | 0     | 0        | 6     | 12    | 0        | 0           | .333  | 595   | 145.2    | 128      | 28          | 36       | 1     | 1        | 172      | 4     | 0        | 70    | 67       | 4.14     | 1.13    |
| MLB：8年 | MLB：8年 | 223   | 178   | 2     | 0     | 2        | 56    | 71    | 3        | 4           | .441  | 4386  | 1029.1   | 978      | 175         | 377      | 6     | 31       | 1139     | 52    | 5        | 568   | 544      | 4.76     | 1.32    |

- 2024年度シーズン終了時

### 年度別守備成績
| 年 度 | 球 団 | 投手（P） | 投手（P） | 投手（P） | 投手（P） | 投手（P） | 投手（P） |
| 年 度 | 球 団 | 試 合     | 刺 殺     | 補 殺     | 失 策     | 併 殺     | 守 備 率  |
| ----- | ----- | --------- | --------- | --------- | --------- | --------- | --------- |
| 2017  | PHI   | 26        | 3         | 8         | 1         | 0         | .917      |
| 2018  | PHI   | 33        | 9         | 18        | 3         | 0         | .900      |
| 2019  | PHI   | 30        | 9         | 7         | 0         | 0         | 1.000     |
| 2020  | PHI   | 3         | 0         | 0         | 0         | 0         | ----      |
| 2020  | BOS   | 2         | 0         | 1         | 0         | 0         | 1.000     |
| '20計 | BOS   | 5         | 0         | 1         | 0         | 0         | 1.000     |
| 2021  | BOS   | 31        | 7         | 8         | 3         | 0         | .833      |
| 2022  | BOS   | 33        | 11        | 8         | 0         | 1         | 1.000     |
| 2023  | BOS   | 38        | 9         | 6         | 0         | 0         | 1.000     |
| 2024  | BOS   | 27        | 8         | 7         | 1         | 0         | .938      |
| MLB   | MLB   | 223       | 56        | 63        | 8         | 1         | .937      |

- 2024年度シーズン終了時
- 各年度の太字はリーグ最高

### 表彰
- サウス・アトランティックリーグ 週間最優秀投手：1回（2014年6月23日）

### 記録
MiLB
- サウス・アトランティックリーグ・オールスターゲーム選出：1回（2014年）
- カロライナリーグ・オールスターゲーム選出：1回（2015年）
- イースタンリーグ・オールスターゲーム選手：1回（2016年）

MLB
- 初出場：2017年4月30日
- 初勝利：2017年6月5日、対アトランタ・ブレーブス戦

### 背番号
- 43（2017年 - 2020年8月20日）
- 37（2020年9月22日 - 2024年）

### 代表歴
- 2010年AAA世界野球選手権大会カナダ代表
- 2017 ワールド・ベースボール・クラシック・カナダ代表